# Diversidad sexual en Massachusetts

Mapa arcoíris de Massachusetts

Los derechos LGBTQ+ en Massachusetts han avanzado en las últimas décadas. El estado de Massachusetts es uno de los estados que más apoya a la comunidad LGBTQ+ en Estados Unidos. En 2004, se convirtió en el primer estado de EE. UU. en otorgar licencias de matrimonio a parejas del mismo sexo después de la decisión en el caso Goodridge v. Department of Public Health, y la sexta jurisdicción a nivel mundial, después de los Países Bajos, Bélgica, Ontario, Columbia Británica y Quebec.
Las relaciones sexuales entre personas del mismo sexo son legales desde 1974, de acuerdo con una decisión histórica que afirma el derecho a la privacidad sexual de la Corte Suprema Judicial de Massachusetts. La ley estatal prohíbe la discriminación basada en la orientación sexual y la identidad de género en el empleo, la vivienda, los lugares públicos, el crédito y las prácticas sindicales. En noviembre de 2018, se convirtió en el primer estado del país en apoyar la protección de las personas transgénero a través del voto popular. Además, a las parejas del mismo sexo se les permite adoptar y las personas transgénero pueden cambiar su género legal sin someterse a una cirugía de reasignación de sexo. En abril de 2019, Massachusetts se convirtió en el decimosexto estado de EE. UU. en prohibir la terapia de conversión en menores LGBTQ+.
Massachusetts alberga una cultura LGBTQ+ vibrante y visible. Boston, la capital del estado, ha sido clasificada como una de las ciudades más amigables con la comunidad LGBTQ en los Estados Unidos, conocida por su ambiente de citas LGBTQ+, eventos, vida nocturna, clubes y bares. Provincetown, ubicada en la punta de Cabo Cod, es famosa internacionalmente por su alta aceptación y visibilidad LGBTQ+. Northampton, por otro lado, es la ciudad con más parejas de lesbianas per cápita en todo Estados Unidos.
Sin embargo, para diciembre de 2024, Massachusetts aún no había derogado legislativamente su extinta prohibición de la sodomía y el uso de la defensa del pánico gay en el derecho consuetudinario dentro de los tribunales estatales, y ello a pesar de ser considerado un bastión del Partido Demócrata.

## Legalidad de las relaciones sexuales entre personas del mismo sexo
En 1641, se promulgó en el estado el código legal de Nathaniel Ward, que prohibía la sodomía.
En el caso Commonwealth v. Balthazar, en 1972, el Tribunal Supremo Judicial de Massachusetts dictaminó que la ley que prohibía «cualquier acto antinatural y lascivo con otra persona» era inaplicable a la «conducta privada y consensuada entre adultos».
Massachusetts no ha derogado su ley de sodomía. y permanece en los libros. La Corte General de Massachusetts ha rechazado proyectos de ley en comité durante años para derogar y abolir las leyes de sodomía dentro de las secciones §34 y §35. Durante la sesión de 2018 de la Corte General de Massachusetts, se derogaron leyes obsoletas sobre el aborto, el adulterio y la fornicación, pero no las leyes sobre sodomía, sexo anal y sexo oral que todavía figuran en las secciones 34 y 35. Actualmente, Massachusetts no restringe las relaciones sexuales privadas entre adultos que consienten, ya que estas leyes están permanentemente prohibidas por los casos Commonwealth v. Balthazar y Lawrence v. Texas. Cuenta con dos estatutos que penalizan la actividad homosexual: el artículo 34 prohíbe el "abominable y detestable delito contra natura" y el artículo 35 prohíbe "cualquier acto antinatural y lascivo con otra persona".
En enero de 2024, el Senado de Massachusetts aprobó por unanimidad un proyecto de ley para derogar las arcaicas leyes de 400 años de antigüedad que penalizaban las relaciones homosexuales. El proyecto de ley está pendiente de votación en la Cámara de Representantes de Massachusetts. Massachusetts es el único estado de Nueva Inglaterra que no ha derogado legislativamente sus leyes de sodomía. Míchigan y Massachusetts son los únicos estados de la zona de Nueva Inglaterra donde la actividad sexual entre personas del mismo sexo aún está penalizada por ley.

## Reconocimiento de las relaciones entre personas del mismo sexo

### Matrimonio
Massachusetts autorizó los matrimonios igualitarios en el estado tras la sentencia del Tribunal Supremo Judicial (TSJ) del 18 de noviembre de 2003, en el caso Goodridge v. Department of Public Health, que declaró inconstitucional, según la Constitución estatal, que las agencias estatales restringieran el matrimonio a parejas homosexuales. El Tribunal otorgó a la Legislatura estatal 180 días para promulgar leyes conforme a la sentencia. Ante la falta de acción legislativa, el gobernador Mitt Romney ordenó a los secretarios municipales que comenzaran a emitir certificados de matrimonio a parejas del mismo sexo a partir del 17 de mayo de 2004. Los intentos de promulgar una enmienda a la Constitución estatal para prohibir el matrimonio igualitario, la última en 2007, no han tenido éxito.
Una ley estatal de 1913 que prohibía a los no residentes casarse en Massachusetts si su matrimonio sería nulo en su estado de origen fue derogada el 31 de julio de 2008.
El 26 de julio de 2012, el Tribunal Supremo de Justicia (TSJ) dictaminó en el caso Elia-Warnken V. Elia que el estado reconoce una unión civil establecida en una jurisdicción diferente como equivalente al matrimonio. Calificó de "poligamia" y, por lo tanto, nula la unión civil en Massachusetts celebrada por un hombre que ya era parte de una unión civil en Vermont con un tercero. El 28 de septiembre de 2012, el SJC dictaminó que "debido a que las partes de California [uniones de convivencia registradas] tienen derechos y responsabilidades idénticos a los del matrimonio", es apropiado tratar dichas relaciones "como equivalentes al matrimonio" en Massachusetts.

### Adopción y crianza
En mayo de 1985, en respuesta a una controversia pública sobre la pareja gay Don Babets y David Jean, que actuaban como padres adoptivos, Massachusetts emitió regulaciones diseñadas para impedir que dichas parejas actuaran como padres adoptivos. El estado anuló esas regulaciones en abril de 1990 como parte de un acuerdo extrajudicial de una demanda presentada por Gay & Lesbian Advocates & Defenders (GLAD) y la American Civil Liberties Union (ACLU), luego de una campaña de cinco años por parte de un grupo ad hoc formado en torno al tema, Foster Equality. El estado ha permitido la adopción por un segundo padre del mismo sexo que el padre actual desde una decisión judicial, In re Adoption of Tammy, en 1993. En julio de 1999, el mismo tribunal concedió derechos de visita a cada una de las dos madres después de su separación.
En 2004, tras la legalización del matrimonio igualitario en Massachusetts, el gobernador Mitt Romney impidió que el Registro Civil del estado revisara sus formularios de actas de nacimiento para permitir opciones distintas a la de una madre y un padre. En su lugar, exigió cambios manuscritos en los documentos solo tras recibir la aprobación del asesor legal del gobernador. Los formularios se modificaron cuando el gobernador Deval Patrick asumió el cargo en 2007.
En marzo de 2006, Catholic Charities de Boston anunció que ya no proporcionaría servicios de adopción porque no podía cumplir con la ley de Massachusetts que prohíbe la discriminación contra los homosexuales.
En febrero de 2011, el Comisionado de Salud de Massachusetts, John Auerbach, anunció planes para estandarizar, para finales de marzo, los certificados de nacimiento, anteriormente diseñados por cada ciudad o pueblo, proporcionando a los hospitales formularios electrónicos con campos etiquetados como "madre/padre" y "padre/padre". Afirmó que el sistema es "más sensible a las circunstancias de la familia y de los niños."
El 1 de agosto de 2024, el Tribunal General de Massachusetts aprobó por unanimidad un proyecto de ley para reconocer e implementar la filiación legal tanto por FIV como por gestación subrogada, independientemente del estado civil. El gobernador lo promulgó el 8 de agosto de 2024 y entrará en vigor el 1 de enero de 2025.

### Ciudad de Boston
En agosto de 2023, la ciudad de Boston eliminó todas las menciones de género y sexo en los formularios y documentos de licencia de matrimonio.

## Protecciones contra la discriminación
Desde 1989, Massachusetts ha prohibido la discriminación basada en la orientación sexual en el crédito, el empleo público y privado, las prácticas sindicales, la vivienda y el alojamiento público. Fue el segundo estado en agregar la orientación sexual a su estatuto antidiscriminación, después de Wisconsin en 1982.
El 17 de febrero de 2011, el gobernador Deval Patrick emitió una orden ejecutiva que prohíbe la discriminación por parte del estado o sus contratistas contra empleados transgénero del gobierno estatal. Reiteró su apoyo a la legislación que extiende una protección similar a todas las personas transgénero en el estado. Massachusetts promulgó dicha legislación, que prohíbe la discriminación basada en la identidad de género en el crédito, el empleo público y privado, las prácticas sindicales y la vivienda (pero no en los lugares públicos), el 23 de noviembre de 2011, y entró en vigor el 1 de julio de 2012. A finales de 2015, estaba pendiente un proyecto de ley para prohibir la discriminación basada en la identidad de género en lugares públicos, pero su futuro aún era incierto. Finalmente, el 12 de mayo de 2016, el Senado estatal votó 33 a 4 para aprobar el proyecto de ley. El 7 de julio de 2016, la Cámara de Representantes de Massachusetts aprobó un proyecto de ley por 117 votos a favor y 36 en contra para incluir la identidad de género en la ley de alojamientos públicos. El proyecto fue promulgado al día siguiente por el gobernador republicano de Massachusetts, Charlie Baker, y su entrada en vigor está prevista para el 1 de octubre de 2016. Sin embargo, en octubre de 2016, activistas antitransgénero presentaron al Secretario de la Commonwealth el número mínimo de firmas necesarias para someter la ley a votación estatal. El 6 de noviembre de 2018, los votantes decidieron mantener la ley, con un 67,8% a favor y un 32,2% en contra. La Iniciativa Antidiscriminación por Identidad de Género de Massachusetts fue la primera votación estatal de este tipo en Estados Unidos.
En junio de 2012, siguiendo instrucciones del obispo católico de Worcester, Robert McManus, los funcionarios diocesanos se negaron a vender una propiedad de la diócesis a una pareja del mismo sexo y en julio mintieron sobre lo sucedido cuando se les preguntó sobre la venta. En septiembre, la pareja presentó una demanda contra el obispo y otras partes en las negociaciones.
El 29 de enero de 2014, Matthew Barrett, representado por GLAD, presentó una queja ante la Comisión Contra la Discriminación de Massachusetts contra Fontbonne Academy, una escuela secundaria católica, porque en julio de 2013 la escuela había retirado una oferta de empleo como gerente de servicio de alimentos cuando los funcionarios se enteraron de que estaba en un matrimonio igualitario. El caso se trasladó al Tribunal Superior de Massachusetts y el 16 de diciembre de 2015, el juez Douglas H. Wilkins dictaminó en el caso Barrett v. Fontbonne Academy que la Academia había violado las leyes del estado contra la discriminación por motivos de orientación sexual y género.
La legislación contra el acoso escolar se promulgó en mayo de 2010. Esta "requiere que las escuelas adopten procedimientos claros para denunciar e investigar casos de acoso escolar, así como métodos para prevenir represalias contra quienes denuncian problemas."
Desde agosto de 2021, la Corte Suprema Judicial de Massachusetts dictó un fallo que establece que la orientación sexual es una clase protectora para elegir un sistema de jurados LGBTQ+ en Massachusetts.
En agosto de 2024, la Corte General de Massachusetts (la Legislatura estatal) aprobó oficialmente un proyecto de ley para prevenir la discriminación de las personas LGBTQ+ en las residencias de ancianos. El gobernador firmó el proyecto de ley el 6 de septiembre de 2024.

## Ley de delitos de odio
Massachusetts añadió la orientación sexual a las categorías protegidas por su legislación sobre delitos de odio de 1983 en junio de 1996. El estado define un delito de odio como "cualquier acto criminal acompañado de acciones manifiestas motivadas por la intolerancia y el prejuicio, incluyendo, pero no limitado a, un acto manifiesto amenazado, intentado o completado motivado al menos en parte por prejuicios raciales, religiosos, étnicos, de discapacidad, de género u orientación sexual, o que de otra manera prive a otra persona de sus derechos constitucionales mediante amenazas, intimidación o coerción, o que busque interferir o perturbar el ejercicio de los derechos constitucionales de una persona mediante acoso o intimidación."
Massachusetts adoptó la Ley de Denuncia de Delitos de Odio en 1990. Esta legislación creó una Unidad de Denuncia de Delitos para recopilar los informes de incidentes de delitos de odio de las fuerzas del orden y exigió a la unidad que resumiera e informara sobre la información. Las regulaciones establecen criterios para determinar si un delito es de odio, proporcionan un medio para que las organizaciones de defensa de los derechos de los ciudadanos denuncien incidentes de odio, especifican el contenido de los informes de delitos e incidentes, y especifican el contenido del informe anual. La unidad de denuncia de delitos de la Policía Estatal también debe recopilar, resumir e informar sobre los datos de delitos de odio al Fiscal General del estado y a varios comités legislativos. Los informes están disponibles públicamente.
En 1991, el Gobernador creó el Grupo de Trabajo sobre Crímenes de Odio. Las principales tareas del grupo de trabajo son (1) desarrollar la normativa para implementar la Ley de Denuncia de Crímenes de Odio, (2) coordinar las actividades de capacitación, (3) aumentar la presentación de datos sobre delitos de odio y (4) colaborar con organizaciones comunitarias y grupos de víctimas. Las iniciativas para el año 2000 incluyen programas piloto en escuelas secundarias, programas de desvío para jóvenes, un nuevo programa de concienciación sobre la diversidad en centros penitenciarios, coordinación de actividades de divulgación, una encuesta de victimización en las escuelas, concienciación pública, creación de equipos de investigación de derechos civiles, fomento de la denuncia por parte de las fuerzas del orden y capacitación continua.
El término "identidad de género" se agregó al estatuto de delitos de odio del estado, a partir del 1 de julio de 2012.

## Identidad y expresión de género
Massachusetts permite a las personas transgénero modificar su certificado de nacimiento para reflejar su identidad de género. La cirugía de reasignación de sexo no es obligatoria.

### Licencias de conducir no binarias
En noviembre de 2019, se anunció que el RVM de Massachusetts había actualizado el software de los documentos de identidad y las licencias de conducir de Massachusetts para incluir la opción no binaria de "género X" (junto con masculino y femenino en formularios y solicitudes) con vigencia inmediata. Durante años, los proyectos de ley sobre licencias de conducir de género X nunca fueron aprobados por la Corte General de Massachusetts; para implementar estas políticas, se hizo mediante regulaciones y políticas internas.

### Certificados de nacimiento no binarios
En septiembre de 2021, el Senado de Massachusetts aprobó un proyecto de ley para permitir la inclusión del género X (junto con masculino y femenino) en el certificado de nacimiento. La Cámara de Representantes de Massachusetts aún no ha votado sobre el proyecto de ley.

### Ley de atención sanitaria de género reafirmada
En julio de 2022, ambas cámaras del Tribunal General de Massachusetts aprobaron un extenso proyecto de ley que codifica las "protecciones reafirmadas de género en la atención médica" incorporadas en la legislación de Massachusetts. El gobernador de Massachusetts promulgó la ley. Esta entró en vigor de inmediato gracias a una "cláusula de emergencia" incluida en el proyecto, lo que evita el plazo habitual de 90 días que las leyes de Massachusetts tienen que cumplir tras su promulgación.

### Derechos de las personas intersexuales
En octubre de 2020, el Hospital Infantil de Boston anunció que dejaría de realizar clitoroplastias y vaginoplastias en bebés intersexuales sin una conversación significativa ni el consentimiento del niño. Esto rompió con un protocolo médico de décadas de antigüedad que incluía intervenciones médicas y quirúrgicas para alterar la apariencia física de los genitales del bebé, pero conllevaba riesgos de pérdida de sensibilidad, problemas de fertilidad, dolor durante las relaciones sexuales e incontinencia.

## Terapia de conversión
En junio de 2018, la Cámara de Representantes de Massachusetts aprobó un proyecto de ley por 137 votos a favor y 14 en contra para prohibir legalmente las prácticas de terapia de conversión en menores. Sin embargo, el proyecto de ley no logró la aprobación del Senado de Massachusetts antes de que este suspendiera sus sesiones indefinidamente.
El 13 de marzo de 2019, la Cámara de Representantes de Massachusetts aprobó la ley H140, que prohibiría la terapia de conversión en menores, por una votación de 147 a 8. El proyecto de ley fue aprobado por el Senado estatal con enmiendas por una votación de 34 a 0 el 28 de marzo de 2019. Un proyecto de ley en su forma engrosada se promulgó el 4 de abril de 2019 y estaba a la espera de la consideración del gobernador de Massachusetts, Charlie Baker, quien indicó que estaba "inclinado a apoyar" dicha legislación. El Gobernador firmó el proyecto de ley el 8 de abril de 2019 y entró en vigor de inmediato.

## Protecciones de banderas ondeantes
Varias ciudades, pueblos y localidades de Massachusetts aprobaron por abrumadora mayoría ordenanzas y resoluciones locales para proteger explícitamente las banderas ondeantes, especialmente la bandera del orgullo LGBTIQ+, símbolo del arcoíris. Hace dos décadas, Massachusetts fue el primer estado estadounidense en legalizar el matrimonio igualitario por un tribunal.

## Opinión pública y actitudes

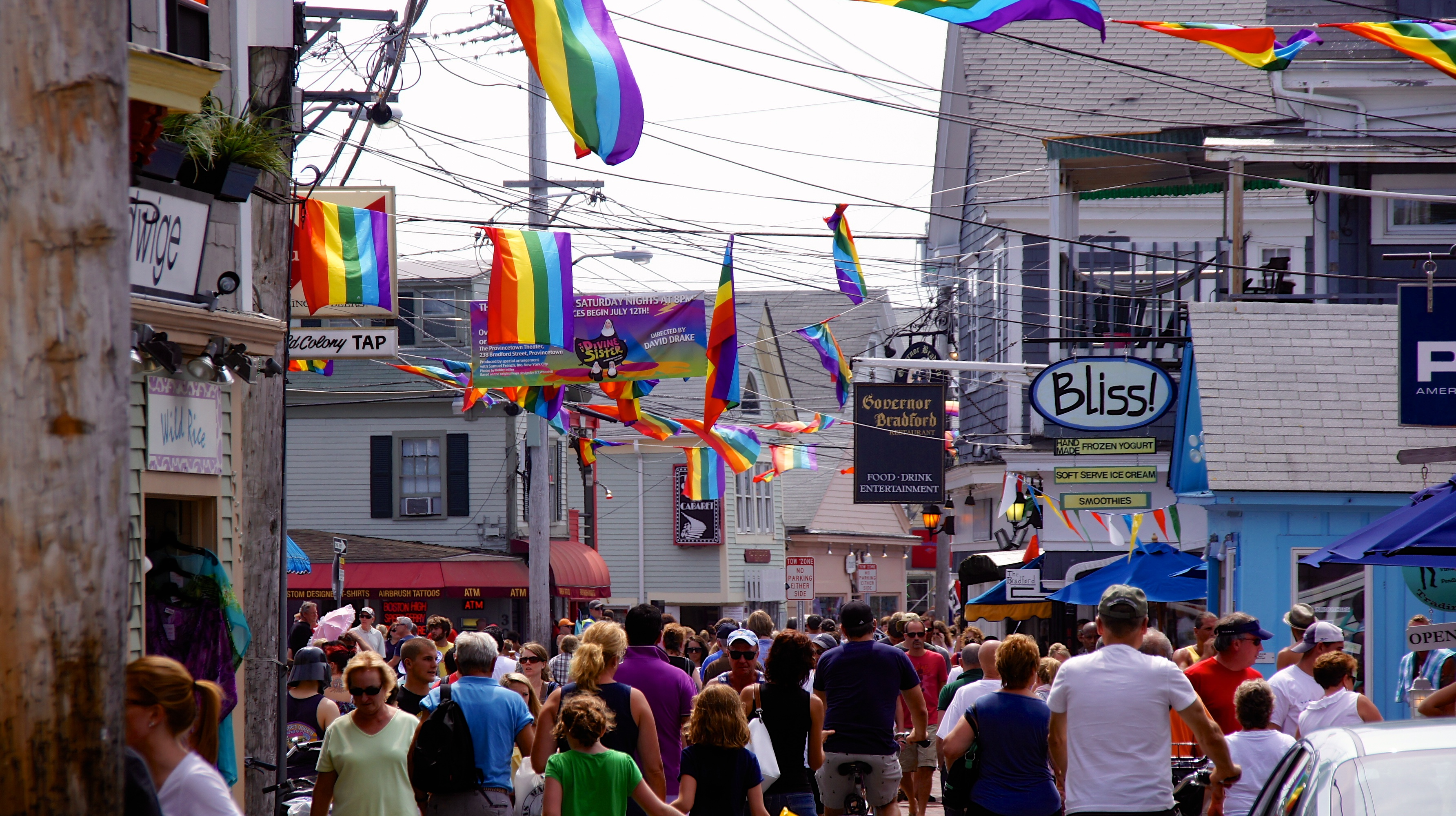
Carnaval LGBT+ de Provincetown en 2012

Según un estudio del Instituto de Investigación de Religión Pública (PRRI) de 2017, el 80% de los residentes de Massachusetts apoyaba el matrimonio igualitario, mientras que el 13% se oponía y el 7% estaba indeciso. Este fue el mayor apoyo registrado en Estados Unidos, empatado con Vermont. La encuesta de PRRI también mostró que el apoyo a las leyes contra la discriminación que abarcan la orientación sexual y la identidad de género gozaba de un amplio apoyo popular. Asimismo, el 80% estaba a favor de dichas leyes, mientras que el 13 % se oponía. El 70% también expresó su oposición a las negativas a atender a las personas LGBTQ+ por motivos religiosos. El 23% expresó su apoyo.
Una encuesta de PRRI de 2020 encontró que el 77% de los residentes de Massachusetts apoyaban el matrimonio igualitario y el 19% se oponía.

## Tabla resumen
| Actividad sexual entre personas del mismo sexo legal | (Desde 1974; derogación estatutaria pendiente)                                                                              |
| Igualdad de edad de consentimiento (16) | Yes |
| Leyes antidiscriminación en todos los ámbitos | (Orientación sexual desde 1989 e identidad de género desde 2016)                                                            |
| Matrimonio igualitario | (Desde 2004; el primero en Estados Unidos)                                                                                  |
| Reconocimiento de parejas del mismo sexo | Yes |
| Adopción de hijastros por parejas del mismo sexo | (Desde 1993) |
| Adopción conjunta por parejas del mismo sexo | Yes |
| Lesbianas, gays y bisexuales podrán servir abiertamente en el ejército | (Desde 2011) |
| A las personas transgénero se les permite servir abiertamente en el ejército                                                                                                | (Desde 2025) |
| Las personas intersexuales podrán servir abiertamente en el ejército | / (La política actual del Departamento de Defensa prohíbe a personas "hermafroditas" de servir o alistarse en el ejército.) |
| Tanto la legislación sobre delitos de odio como la legislación contra la discriminación cubren explícitamente la orientación sexual, la identidad y la expresión de género. | / (Se desconoce si las leyes contra los delitos de odio y la discriminación cubren la expresión de género)                  |
| Derecho a cambiar de género legal sin cirugía | Yes |
| Acceso a la FIV para lesbianas | Yes |
| Opción de tercer género | (Actas de nacimiento a partir del 1 de julio de 2024)                                                                       |
| Acceso legal a baños individuales y neutrales en cuanto al género | No |
| Abolición de la defensa del pánico gay y trans | No |
| Abolición de la terapia de conversión en menores de dad | [ 84 ] [ 4 ] [ 5 ] |
| Menores de edad intersexuales protegidos de procedimientos quirúrgicos invasivos                                                                                            | No |
| Ley antibullying LGBT en escuelas y universidades | Yes |
| Protecciones de la bandera del orgullo LGBTQIAPN+ | / (Algunas ciudades, pueblos y localidades desde 2024)                                                                      |
| Se requiere capacitación comunitaria LGBTQ+ para las fuerzas del orden y la policía de Massachusetts                                                                        | No |
| Currículos amigables con las personas LGBTQ+ en escuelas y aulas estatales                                                                                                  | No |
| Prohibición de la salida del armario de estudiantes LGBTQ+ en las escuelas públicas                                                                                         | No |
| La homosexualidad o la bisexualidad ya no se consideran una enfermedad mental                                                                                               | No |
| Visitas conyugales para parejas del mismo sexo | No |
| Acceso a la gestación subrogada para parejas gays | Yes |
| Los HSH pueden donar sangre | (Desde 2023, con condiciones, como ser monógamo)                                                                            |